# Jacobus Theodorus Wiebes
Jacobus Theodorus (Koos) Wiebes (Rotterdam, 13 september 1931 - Leiderdorp, 6 december 1999) was een Nederlands entomoloog en evolutionair bioloog.
Hij studeerde biologie van de universiteit van Leiden en promoveerde er in 1963 met een studie over vijgenwespen, een insectenfamilie waarin hij een expert werd; hij onderzocht de co-evolutie van de vijgenwespen en de vijgensoorten waarmee ze in symbiose leven, en beschreef vele nieuwe soorten vijgenwespen. Van 1955 tot 1970 was hij verbonden aan het Rijksmuseum van Natuurlijke Historie, waar hij achtereenvolgens assistent was, curator van de afdeling Coleoptera, en assistent-directeur. In 1970 werd hij benoemd aan de universiteit van Leiden in de leerstoel systematische zoölogie en evolutionaire biologie. In 1982 keerde hij terug naar het Rijksmuseum, ditmaal als directeur ad interim en directeur vanaf 1984 tot 1989. Toen moest hij om gezondheidsredenen vervroegd met pensioen gaan.
In 1978 werd hij verkozen als lid van de Koninklijke Nederlandse Academie van Wetenschappen. In de Proceedings van de Academie publiceerde hij, ook na zijn pensioen, een reeks artikelen waarin hij alle bekende relaties tussen vijgenwespensoorten en de Ficus-soorten die ze bestuiven oplijstte, en hij beschreef daarnaast een aantal nieuwe soorten.
Het geslacht Wiebesia van vijgenwespen is naar hem genoemd.